# Tan’yū Kanō
Tan’yū Kanō (jap. 狩野探幽 Kanō Tan’yū; ur. 1602 w Kioto, zm. 1674) – japoński malarz i jeden z najwybitniejszych przedstawicieli szkoły Kanō, oficjalny artysta (goyō eshi) na dworze siogunatu Tokugawa.

## Życiorys
Najstarszy syn Takanobu Kanō, wnuk Eitoku Kanō, wywodził się z rodu profesjonalnych artystów tworzących szkołę Kanō. Początkowo uczył się w Kioto u Kōiego Kanō, jednakże około 1617 roku został wezwany na dwór sioguna Hidetady Tokugawy w Edo, gdzie objął stanowisko oficjalnego nadwornego artysty (goyō eshi), a następnie nadwornego malarza najwyższej rangi (oku eshi). W 1636 roku z rozkazu sioguna został mnichem i zmienił imię z „Morinobu” na „Tan’yū”.
Tan’yu Kanō tworzył w klasycznym stylu szkoły Kanō, przyczynił się do jego odnowienia i wprowadzenia do nadwornej szkoły malarstwa (edokoro). Tworzył także w stylu Tosa-ha i yamato-e. Obdarzony zarówno talentem malarskim jak i politycznym, w toku swej kariery zdołał zapewnić dla siebie wykonanie niemal wszystkich ważnych malarskich zamówień siogunatu.